# Neoamerioppia extrusa
Neoamerioppia extrusa är en kvalsterart som först beskrevs av Sandór Mahunka 1983.  Neoamerioppia extrusa ingår i släktet Neoamerioppia och familjen Oppiidae. Inga underarter finns listade i Catalogue of Life.